# Grammatophyllum
Grammatophyllum – rodzaj roślin z rodziny storczykowatych (Orchidaceae). Obejmuje 13 gatunków występujących w Azji Południowo-Wschodniej i na wyspach Oceanii w takich krajach i archipelagach jak: Borneo, Jawa, Laos, Malezja Zachodnia, Moluki, Filipiny, Celebes, Sumatra, Tajlandia, Wietnam, Nowa Gwinea, Archipelag Bismarcka, Wyspy Salomona, Fidżi, Mariany.

## Systematyka
Rodzaj sklasyfikowany do podplemienia Cymbidiinae w plemieniu Cymbidieae, podrodzina epidendronowe (Epidendroideae), rodzina storczykowate (Orchidaceae), rząd szparagowce (Asparagales) w obrębie roślin jednoliściennych.
Wykaz gatunków
- Grammatophyllum elegans Rchb.f.
- Grammatophyllum fenzlianum Rchb.f.
- Grammatophyllum kinabaluense Ames & C.Schweinf.
- Grammatophyllum martae Quisumb. ex Valmayor & D.Tiu
- Grammatophyllum measuresianum Sander
- Grammatophyllum multiflorum Lindl.
- Grammatophyllum pantherinum Rchb.f.
- Grammatophyllum ravanii D.Tiu
- Grammatophyllum schmidtianum Schltr.
- Grammatophyllum scriptum (L.) Blume
- Grammatophyllum speciosum Blume
- Grammatophyllum stapeliiflorum (Teijsm. & Binn.) J.J.Sm.
- Grammatophyllum wallisii Rchb.f.